# Klein-Winternheim
Klein-Winternheim ist eine Ortsgemeinde im Landkreis Mainz-Bingen in Rheinland-Pfalz. Der südwestlich von Mainz liegende Weinort, der sich als „Tor zu Rheinhessen“ bezeichnet, gehört der Verbandsgemeinde Nieder-Olm an.

## Geographische Lage

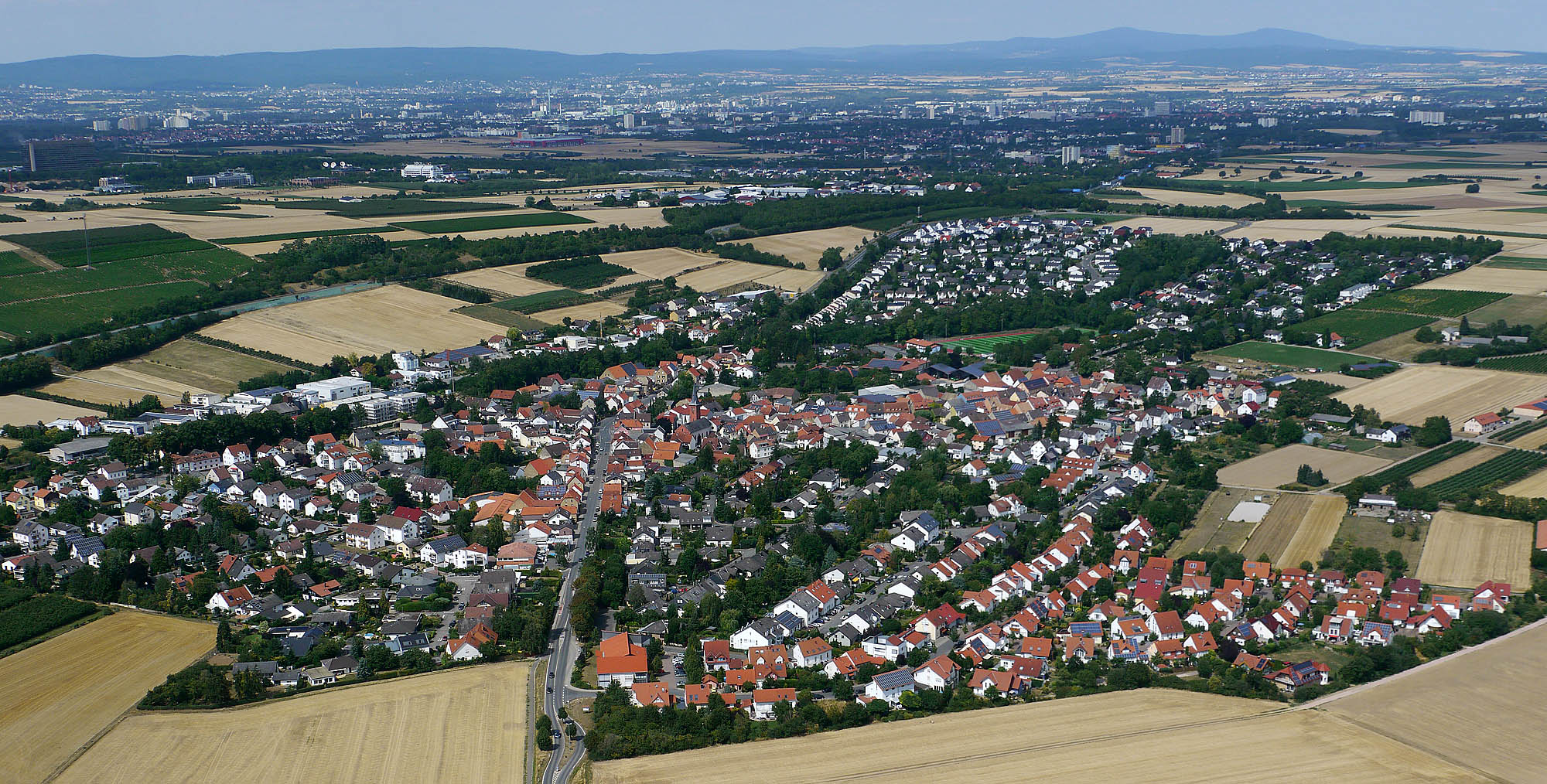
Klein-Winternheim von oben (2014)

„Kommt man von Mainz her und überschreitet den Höhenrücken, der, in leichtem Bogen nach Süden weisend, Rheingraben und Selztal trennt, blickt man in die weite rheinhessische Hügellandschaft. Genau hier liegt Klein-Winternheim, angelehnt an den südlichen und südwestlichen Talhang des Höhenrückens, am Zugang eines Seitentälchens, durch das der Haibach der Selz zufließt …“

Klein-Winternheim liegt sieben Kilometer südlich vom Stadtzentrum der rheinland-pfälzischen Landeshauptstadt Mainz in Rheinhessen und grenzt im Norden unmittelbar an den Mainzer Stadtteil Marienborn. Westlich grenzt Klein-Winternheim an Ober-Olm, knapp zwei Kilometer südlich liegt die Stadt Nieder-Olm. Im Nordosten beginnen in gut zwei Kilometern Entfernung die ausgedehnten Gewerbeflächen von Mainz-Hechtsheim. Zur Gemeinde gehört auch der Wohnplatz „Haus Schreiber“.

## Geschichte

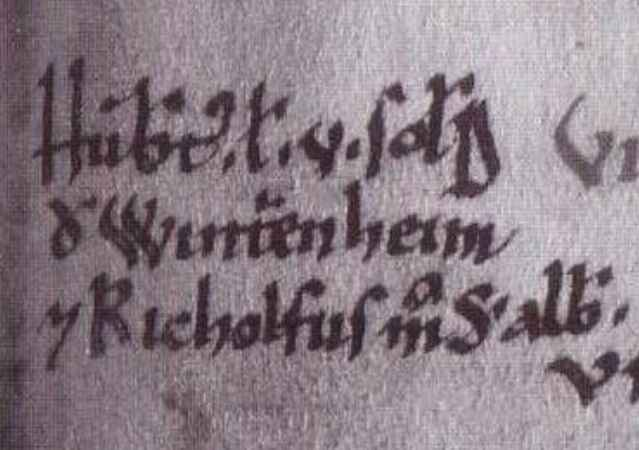
Mainzer Domnekrolog, Eintrag zum 26. April 1100

Die älteste erhaltene schriftliche Erwähnung des Ortes Klein-Winternheim findet sich als Eintrag zum 26. April 1100 im ältesten erhaltenen Mainzer Domnekrolog. Der Eintrag lautet: Hu(m)b(er)t(us) l(aicus) .V. sol(idos) d(e) Wint(er)heim et Richolfus mo(m)b(er)t(us) s(ancti) Alb(ani) (Humbert, Laie, fünf Solidi (Schillinge) aus Winternheim und Richolf, Mönch von St. Alban vor Mainz).
Die Besiedlungsgeschichte reicht jedoch viel weiter zurück. Das belegen Bodenfunde aus dem Jungtertiär sowie Keramiken aus der mittleren Bronzezeit (Hügelgräberbronzezeit), Schlangenfibeln aus der Hallstattzeit und latènezeitliche Siedlungskeramiken, die ebenfalls in der Gemarkung gefunden wurden.
In den Jahren 2021/22 wurde bei der geplanten Erweiterung eines Gewerbegebietes eine bis dahin unbekannte sieben Hektar große Keltensiedlung aus der Hallstattzeit (Eisenzeit) von etwa 800 bis 450 v. Chr. gefunden. Nach 14-monatigen Ausgrabungen bewertete die Landesarchäologie die Fundstelle als „einzigartig in Rheinhessen“ und „wissenschaftlich spektakulär“. Weitere Grabungen und Untersuchungen wurden angekündigt.
Von einer auch danach durchgehenden Besiedlung des Ortes zeugen römische Fundstücke sowie Gegenstände aus der Zeit der Franken und der Merowinger.
„Reste von Fundamentmauern und zahlreiche Fundstücke in der Flur Villkeller belegen, dass römische Familien hier gesiedelt und Heiligtümer unterhalten haben. Als besonders bemerkenswerte Funde gelten ein Brunnenstein des Mars Leucetius/Loucetius und eine kleine Metalltafel für die Göttin Nemetona von Konsul Vejento und seiner Frau Attica aus der Zeit des ersten nachchristlichen Jahrhunderts.“
„Das fränkische Dorf lag etwa an der gleichen Stelle wie das heutige, der Name bedeutet ‚Heim des Wintaro‘ (althochdeutsch: einer, der sich wendet – gegen Feinde?)“
Im 12. Jahrhundert war der Ort im Besitz des von Aschaffenburg aus verwalteten Mainzer Oberstifts; in der ältesten im Original erhaltenen Urkunde von (Ende Juni) 1191 tauscht Erzbischof Konrad I. von Wittelsbach das Dorf Obernau (Oberenheim) bei Aschaffenburg zusammen mit Weingütern aus Hörstein gegen Winternheim. Klein-Winternheim kam zum Erzstift Mainz, dem es bis zur Säkularisation angehörte. In einem Verzeichnis von 1590 besaß Klein-Winternheim 45 Herdstellen (Häuser/Höfe). 1785 lebten in Klein-Winternheim 372 Personen in 86 Häusern, davon 63 Ehemänner und 63 Ehefrauen, fünf Witwer, 20 Witwen, 97 Söhne, 118 Töchter und sechs Beisassen.
Ab 1792 besetzte Frankreich die Region und Klein-Winternheim wurde dem Department Donnersberg zugeschlagen, das bis 1814 bestand. Im Juni 1796 besetzten französische Truppen den Ort; sie plünderten die Ställe und brannten Häuser nieder. Nach dem Ende der französischen Herrschaft kam Klein-Winternheim im Zuge der Verhandlungen des Wiener Kongresses 1816 zur Provinz Rheinhessen des Großherzogtums Hessen (Hessen-Darmstadt) und mit der Umstellung auf Kreise durch großherzoglich hessische Verordnung vom 5. Februar 1835 zum Kreis Alzey.
In der Märzrevolution von 1848/49 spielten Vertreter aus Rheinhessen eine wichtige Rolle und die von freiheitlichen, demokratischen und revolutionären Gedanken geprägte Epoche ging auch an Klein-Winternheim nicht spurlos vorüber. In seiner Pfarrchronik schrieb Pfarrer Suder (1808–1982): „Die ganze Gemeinde, mit wenigen Ausnahmen, war damals demokratisch gesinnt, und Jung und Alt hatten an der revolutionären Bewegung Theil genommen. Es bestand hier ein sogenanntes demokratisches Comité, welches seine regelmäßigen Sitzungen hielt. […] Auch ein Turnverein damaligen Geistes hatte sich gebildet.“ Nachdem die Protestbewegung 1849 niedergeschlagen worden war, war es mit dem Turnverein erst einmal vorbei. Suder schreibt: „Nachdem […] der hiesige Turnverein sich wieder aufgelöst hatte, schenkten die Turner ihre Fahne der Kirche und es wurden nun aus dieser Turnerfahne zwei Kirchenfahnen gemacht.“ Im Laufe einer wechselvollen Geschichte gründete sich der Verein mehrfach neu, zuletzt 1986.
Mit dem Ende der Monarchie in Deutschland nach dem Ende des Ersten Weltkrieges 1918 wurde das Großherzogtum Hessen zum Volksstaat Hessen. Nach dem Zweiten Weltkrieg kam Klein-Winternheim zur französischen Besatzungszone und 1946 zum neu gebildeten Land Rheinland-Pfalz. 1972 wurde der Ort im Zuge einer Verwaltungsreform Teil der Verbandsgemeinde Nieder-Olm.
Im Jahr 2018 erinnerte eine Ausstellung der evangelischen Kirchengemeinde und der lokalen Kulturinitiative KiWi an das Schicksal der Familie Abraham, die in der Zeit der NS-Diktatur (1933–45) wegen ihres jüdischen Glaubens aus Klein-Winternheim vertrieben wurde. Ihr Schicksal wurde in einer Broschüre mit dem Titel Geächtet, geplündert, geflohen. von der Journalistin Monika Hoffmann dokumentiert. Ende 2020 wurde der Bahnhofsvorplatz, an dem das Wohn- und Geschäftshaus der Familie lag, von der Ortsgemeinde in Familie-Abraham-Platz umbenannt. Auf dem Platz errichtete die Ortsgemeinde einen Gedenkstein für die vertriebene Familie und andere Opfer der NS-Gewaltherrschaft.
Zahlreiche Exponate zur Geschichte des Ortes werden vom Geschichtsverein Klein-Winternheim in einem Heimatmuseum, das im Alten Rathaus untergebracht ist und am 7. Dezember 2007 eröffnet wurde, gezeigt. Unter den Exponaten sind in der Gemarkung gefundene Mahlsteine aus der Hallstattzeit (750 – 450 vor Christus), der Latène-Zeit (450 vor Christus bis um Christi Geburt), die Replik der erwähnten römischen Votivtafel, gefunden in den Ruinen einer antiken Tempelanlage und zahlreiche Handwerksgeräte und Alltagsgegenstände des historischen dörflichen Lebens.

## Politik

### Gemeinderat
Der Gemeinderat in Klein-Winternheim besteht aus 20 Ratsmitgliedern, die bei der Kommunalwahl am 9. Juni 2024 in einer personalisierten Verhältniswahl gewählt wurden, und einem ehrenamtlichen Ortsbürgermeister als Vorsitzendem.
Die Sitzverteilung im Gemeinderat:
| Wahl | SPD | CDU | FDP | FWG | GAL | Gesamt   |
| ---- | --- | --- | --- | --- | --- | -------- |
| 2024 | 4   | 8   | –   | 8   | –   | 20 Sitze |
| 2019 | 6   | 8   | –   | 6   | –   | 20 Sitze |
| 2014 | 6   | 9   | –   | 5   | –   | 20 Sitze |
| 2009 | 6   | 8   | 1   | 3   | 2   | 20 Sitze |
| 2004 | 4   | 9   | 1   | 4   | 2   | 20 Sitze |

- FWG = Freie Wählergruppe in der Verbandsgemeinde Nieder-Olm
- GAL = Grün-Alternative Liste Nieder-Olm e. V.

### Bürgermeister
Ehrenamtliche Ortsbürgermeisterin war von 1990 bis 2024 Ute Granold (CDU), die in der Kommunalwahl vom 26. Mai 2019 mit 68,05 % wiedergewählt wurde. Zur Kommunalwahl am 9. Juni 2024 trat sie nicht mehr an. Als Nachfolger wurde Oliver Saling (CDU) als einziger Kandidat mit einem Stimmenanteil von 66,5 % gewählt. Seine Amtseinführung fand am 27. August 2024 statt.

### Gemeindepartnerschaften
Eine Gemeindepartnerschaft besteht mit der französischen Gemeinde Muizon. Seit 1990 sind enge Kontakte mit der thüringischen Gemeinde Elxleben (Landkreis Sömmerda) vorhanden. Mitte 2023 ging Klein-Winternheim anlässlich des russischen Angriffskrieges auf die Ukraine eine „Solidaritätspartnerschaft“ mit dem ukrainischen Ort Mayaky, circa 40 Kilometer vor Odessa, ein und organisierte Hilfstransporte.

## Wirtschaft und Infrastruktur

### Wirtschaft
Die Wirtschaft der Gemeinde wurde lange durch Wein- und Obstbau dominiert. Auch heute finden sich noch fünf Weingüter im Ort. Die Nähe zur Landeshauptstadt Mainz lockte im Lauf der Jahre zu den existierenden Firmen zahlreiche weitere Betriebe auf das Gemeindegebiet. Insbesondere im Gewerbegebiet Am Berg, das direkt an der Autobahnanschlussstelle liegt, befinden sich viele dieser Betriebe. Im Jahr 2020 listete der örtliche Gewerbeverein circa 90 Unternehmen auf. So kann der technische Zustand von Automobilen durch die Gesellschaft für Technische Überwachung vor Ort zertifiziert werden. Schankanlagenservice wird angeboten und für die Winzer gibt es ein großes Fachgeschäft für Kellereibedarf mit einzigartiger Expertise (über 50 Jahre) im Umgang mit Schwefeldioxid. Als einziger deutscher Anbieter deckt er das komplette Spektrum vom eigentlichen Produkt über Behälter, Zubehör, Leitungskomponenten bis zu Dosiereinrichtungen ab.

### Verkehr
Die Gemeinde liegt in unmittelbarer Nähe zur Bundesautobahn 63 mit der Anschlussstelle Klein-Winternheim (3).
Der Haltepunkt Klein Winternheim-Ober Olm der Deutschen Bahn befindet sich am nordwestlichen Ortsrand und liegt an der Bahnstrecke Alzey–Mainz. Das Bahnhofsgebäude brannte am 12. Juni 1985 kurz nach einer Renovierung vollständig ab und wurde seither nicht durch ein neues Gebäude ersetzt. Der eingleisige Haltepunkt bedient sowohl Klein-Winternheim als auch die Nachbargemeinde Ober-Olm, in beide Richtungen fährt jeweils im Stundentakt die Linie RB 31.
Von Mainz aus wird Klein-Winternheim von der KRN-Regionalbuslinie 652 (sie verkehrt aus Richtung Nieder-Olm über die Autobahn direkt in die Mainzer Innenstadt) und 656 (sie verkehrt aus Richtung Nieder-Olm über Essenheim, Ober-Olm nach Mainz-Lerchenberg) angeschlossen sowie der MVG-Linie 54 (sie verkehrt über Ober-Olm, Mainz-Lerchenberg und Mainz Universität in die Mainzer Innenstadt bis in das hessische Ginsheim-Gustavsburg) angeschlossen.

## Natur
Vom Bahnhof Klein-Winternheims zieht sich eine eindrucksvolle Reihe von Linden Richtung Ortsmitte, die qua Rechtsverordnung 1989 als schützenswertes Naturdenkmal gekennzeichnet wurde. Es seien Bäume, „deren besonderer Schutz wegen ihres Alters, ihrer Schönheit, ihrer Größe und des das Ortsbild von Klein-Winternheim prägenden Charakters erforderlich ist.“
In Nähe des Dorfes findet sich die Ausgleichsfläche Am Wingertsweg, die 2008 von Freiwilligen und der Lokalen Agenda des Ortes mit zwei Dutzend Bäumen und circa 650 Büschen bepflanzt wurde. Für die Renaturierung bekam die Lokale Agenda mehrere Auszeichnungen, u. a. den Umweltschutzpreis des Landkreises Mainz-Bingen (2009).
Im Ort entspringt der Haybach, der über die Ober-Olmer Gemarkung nach knapp 4 km bei Nieder-Olm in die Selz fließt. In den 50er Jahren wurde der Bach in großen Teilen in Betonhalbschalen eingefasst und zu einer Art Entwässerungsgraben gemacht. Anfang 2019 kündigten die Ortsbürgermeisterin von Klein-Winternheim Ute Granold und der Ortsbürgermeister von Ober-Olm Matthias Becker ein „Kommunales Gemeinschaftsprojekt zur Renaturierung des Baches“ an. Die Erste Beigeordnete der VG Nieder-Olm Doris Leininger-Rill, die von der Verwaltungsseite her für den Haybach zuständig ist, erklärte 2020: „Wir wollen Schritt für Schritt das Projekt ‚Renaturierung‘ umsetzen“. Anfang 2022 stellte sie die Planungen einer beauftragten Fachfirma für das Projekt vor. Diese Planungen wurden von der Lokalen Agenda Klein-Winternheim veröffentlicht.

## Kulturdenkmäler und Impressionen

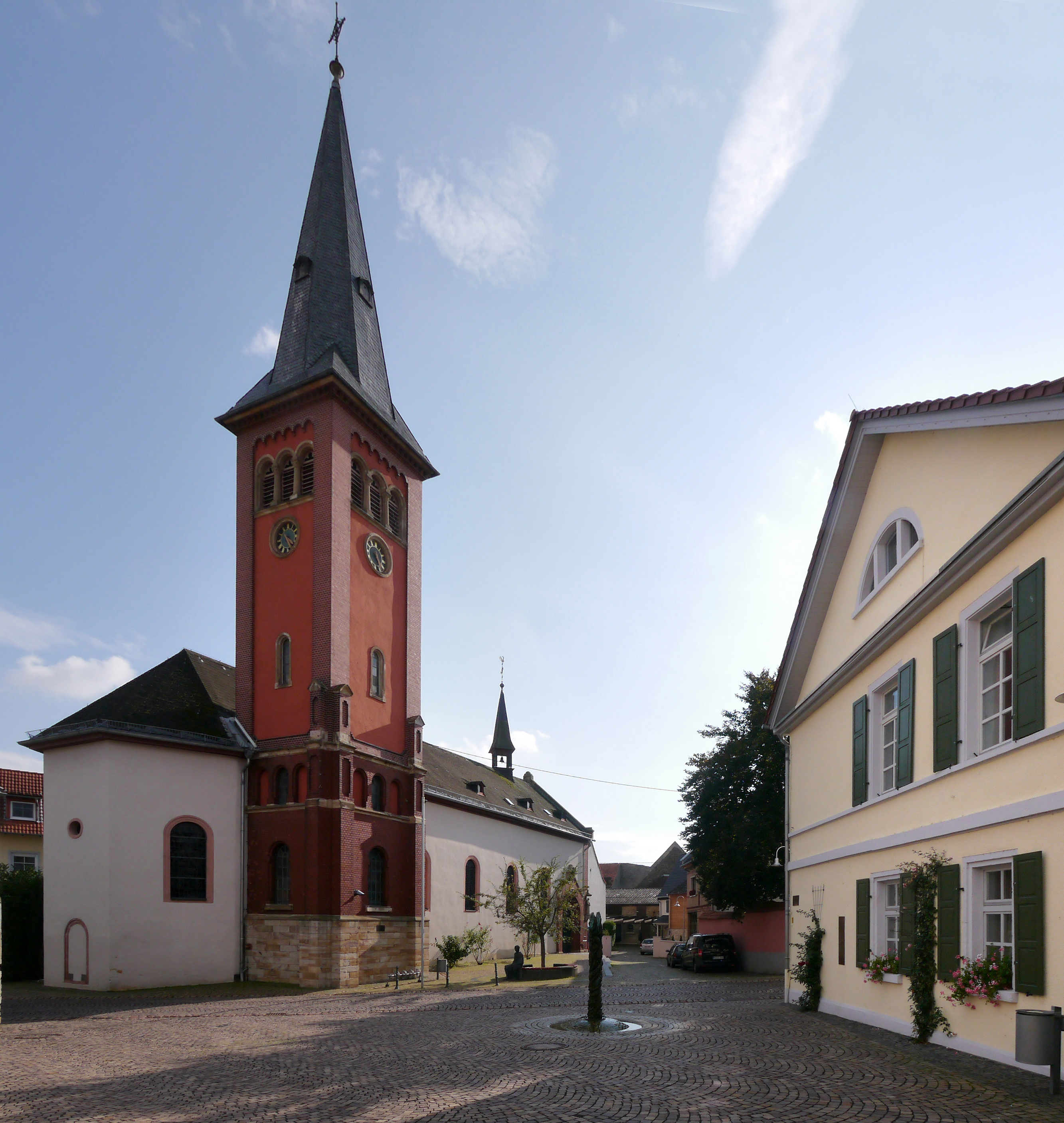
Katholische Kirche St. Andreas neben dem alten Rathaus
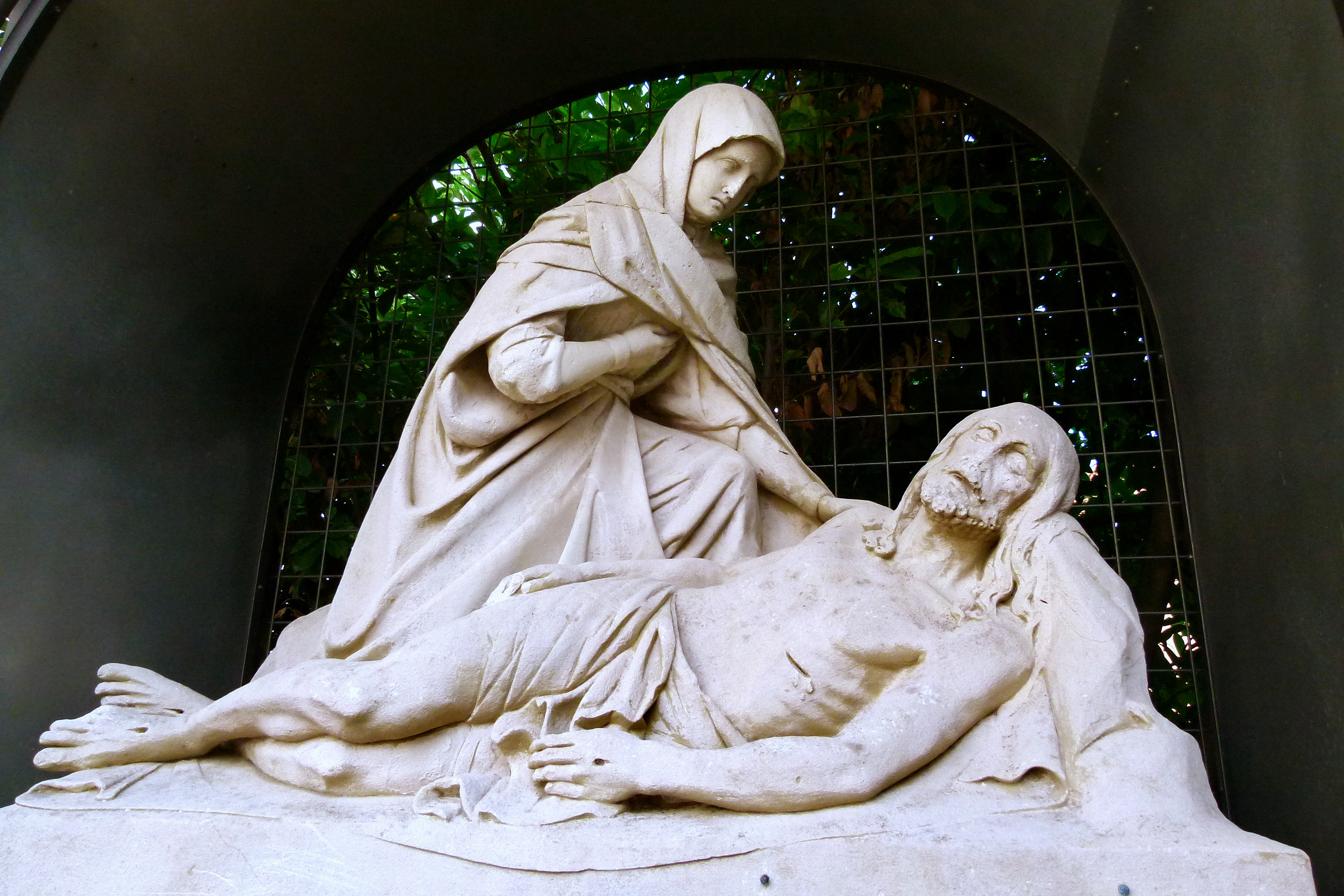
Denkmalgeschützte Pieta neben der Kirche
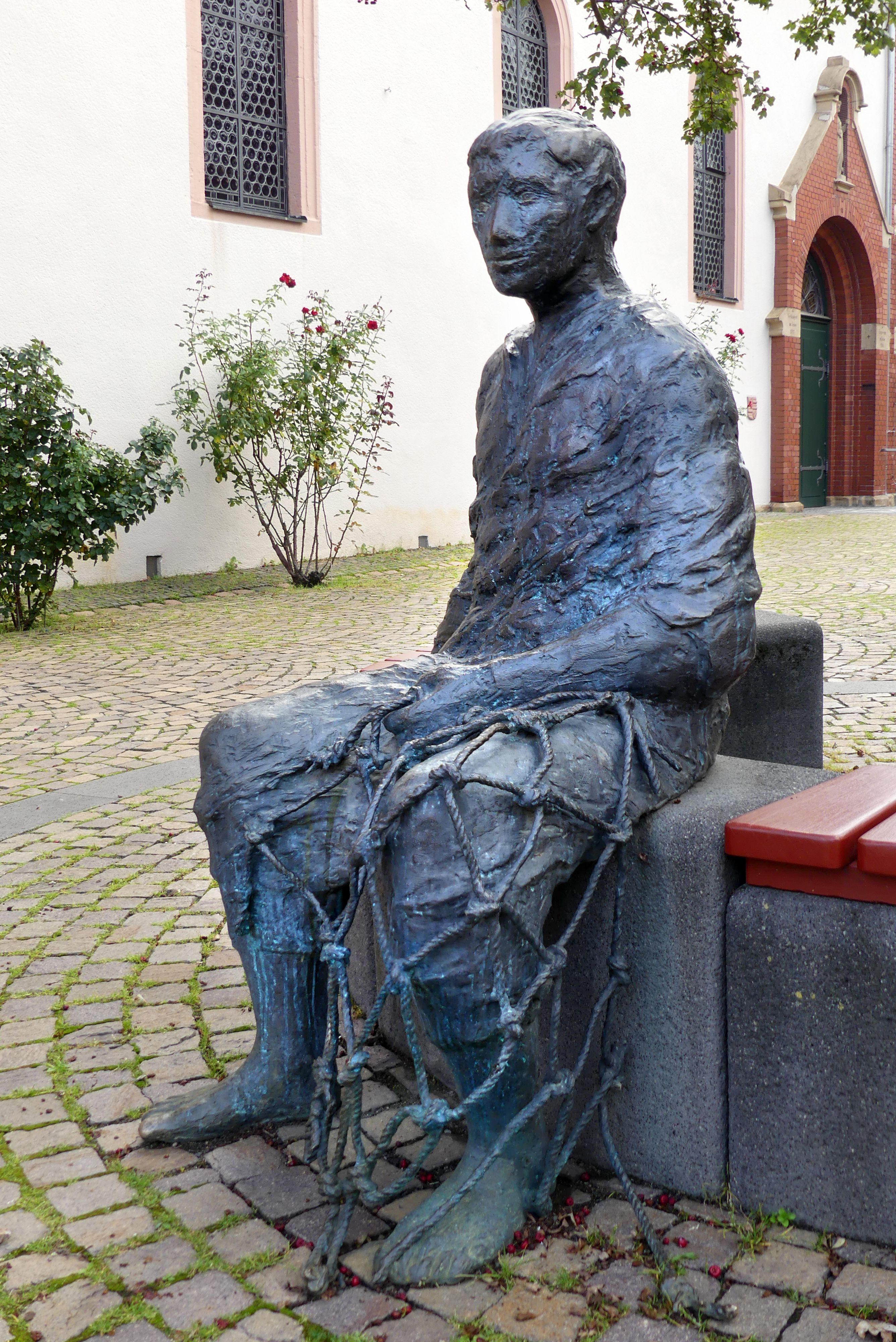
Skulptur des St. Andreas auf dem Platz vor der gleichnamigen Kirche
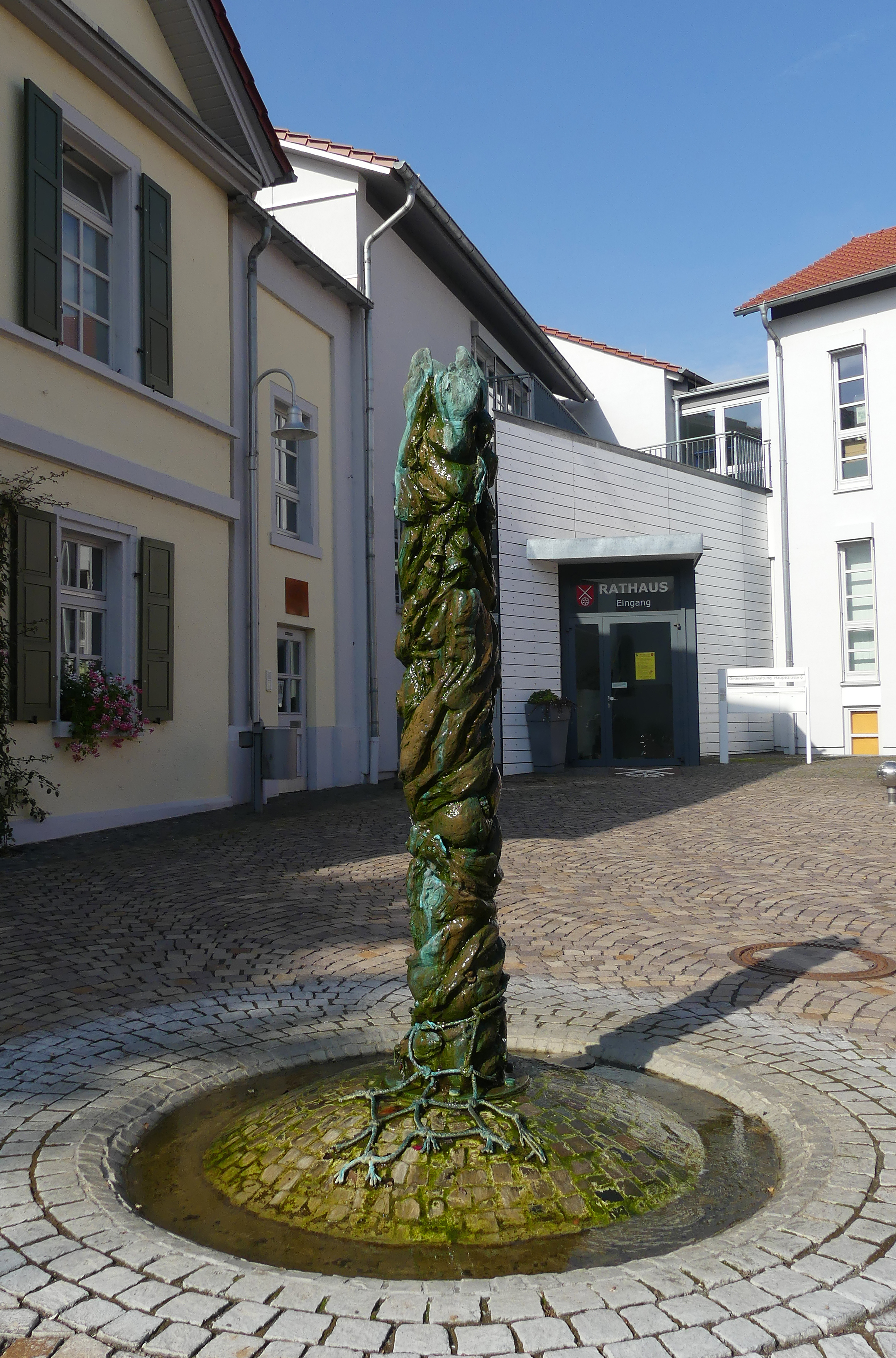
Die „Zeit“-Säule im Zentrum des Dorfes erzählt von der Geschichte
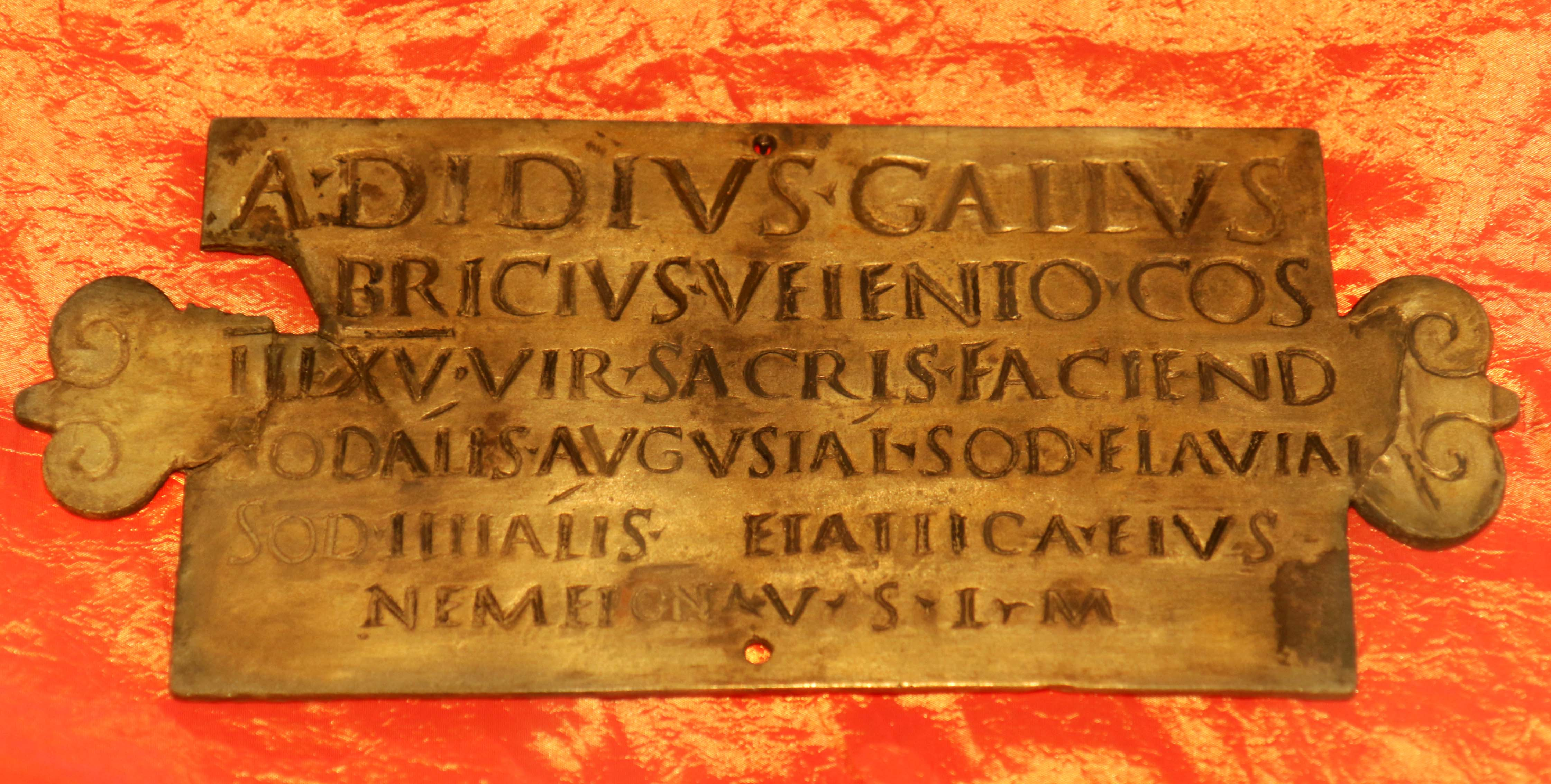
Replik einer römischen Votivtafel, gefunden in den Ruinen einer antiken Tempelanlage
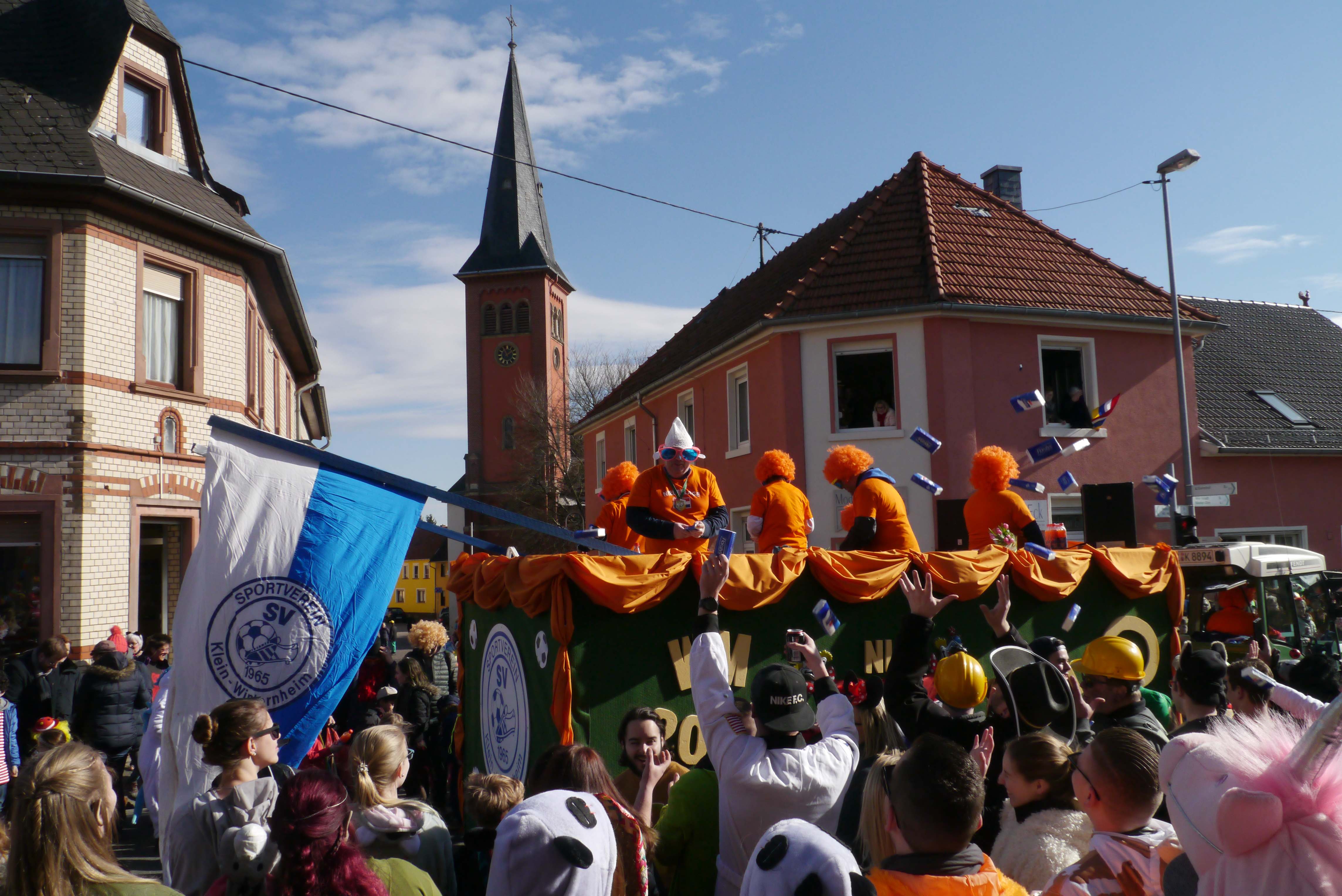
Der Fastnachtsumzug gehört für eine rheinhessische Gemeinde einfach dazu
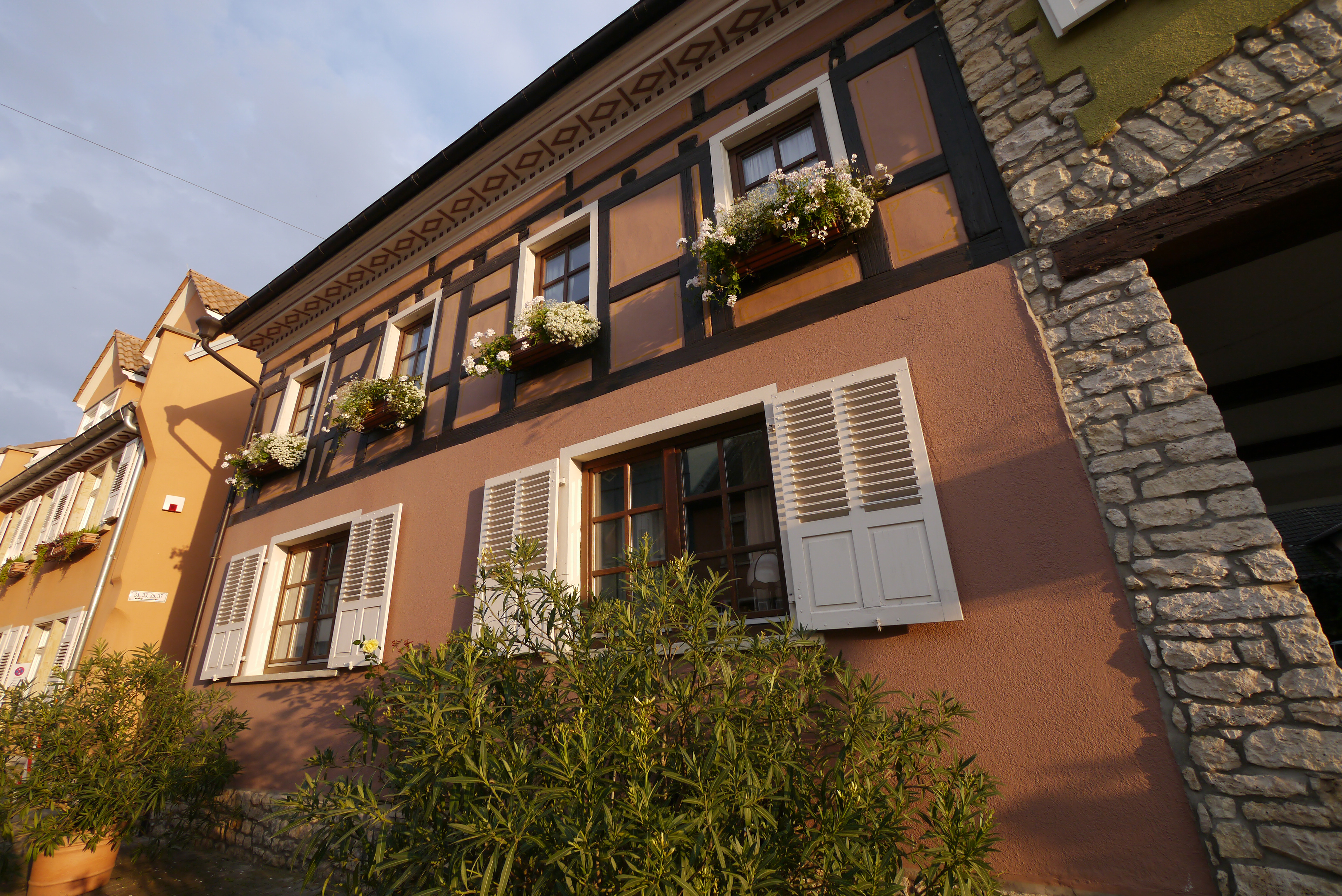
Historisches Haus in der Hauptstraße
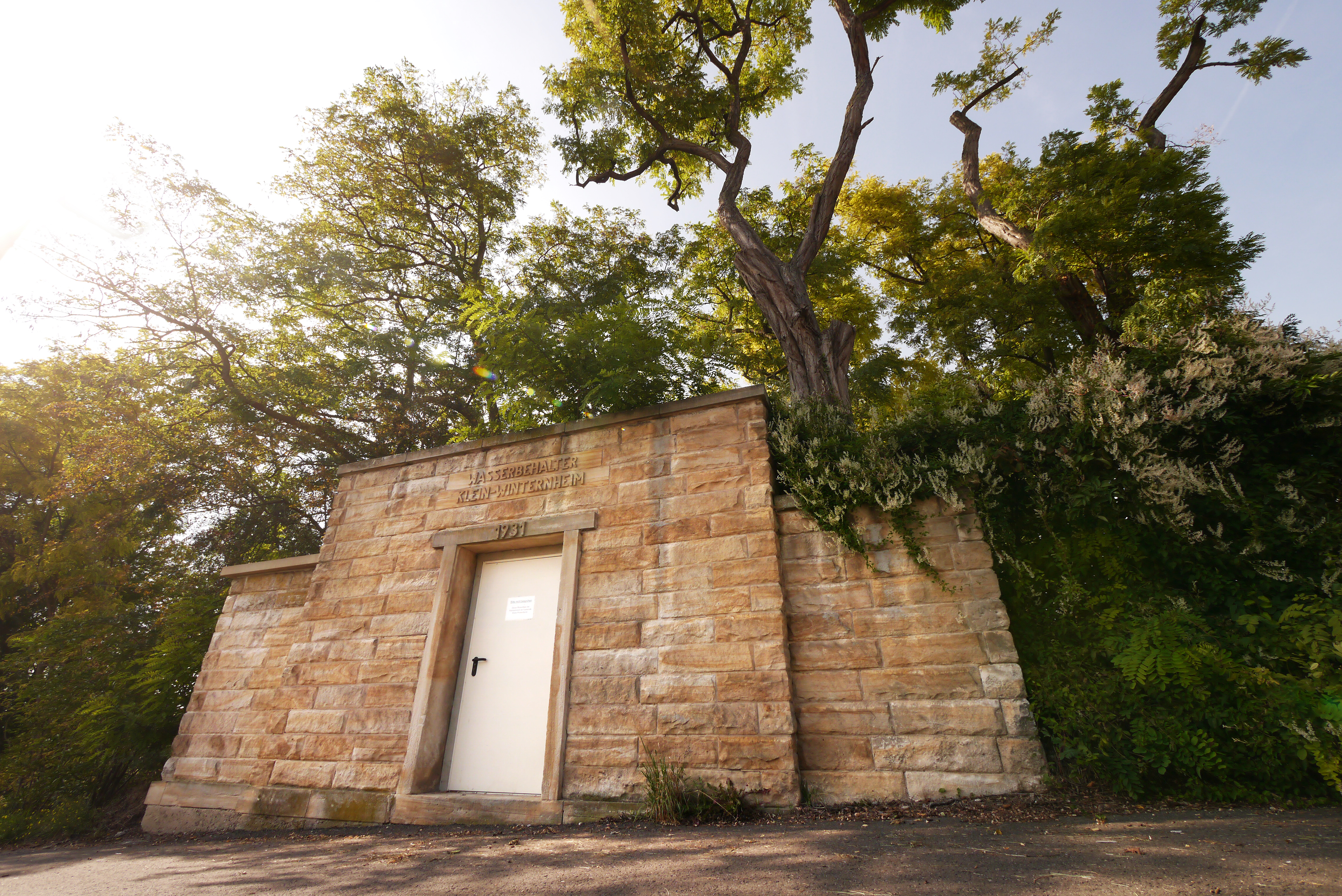
Wasserwerk von 1931 an der B40/Pariser Straße (2017)
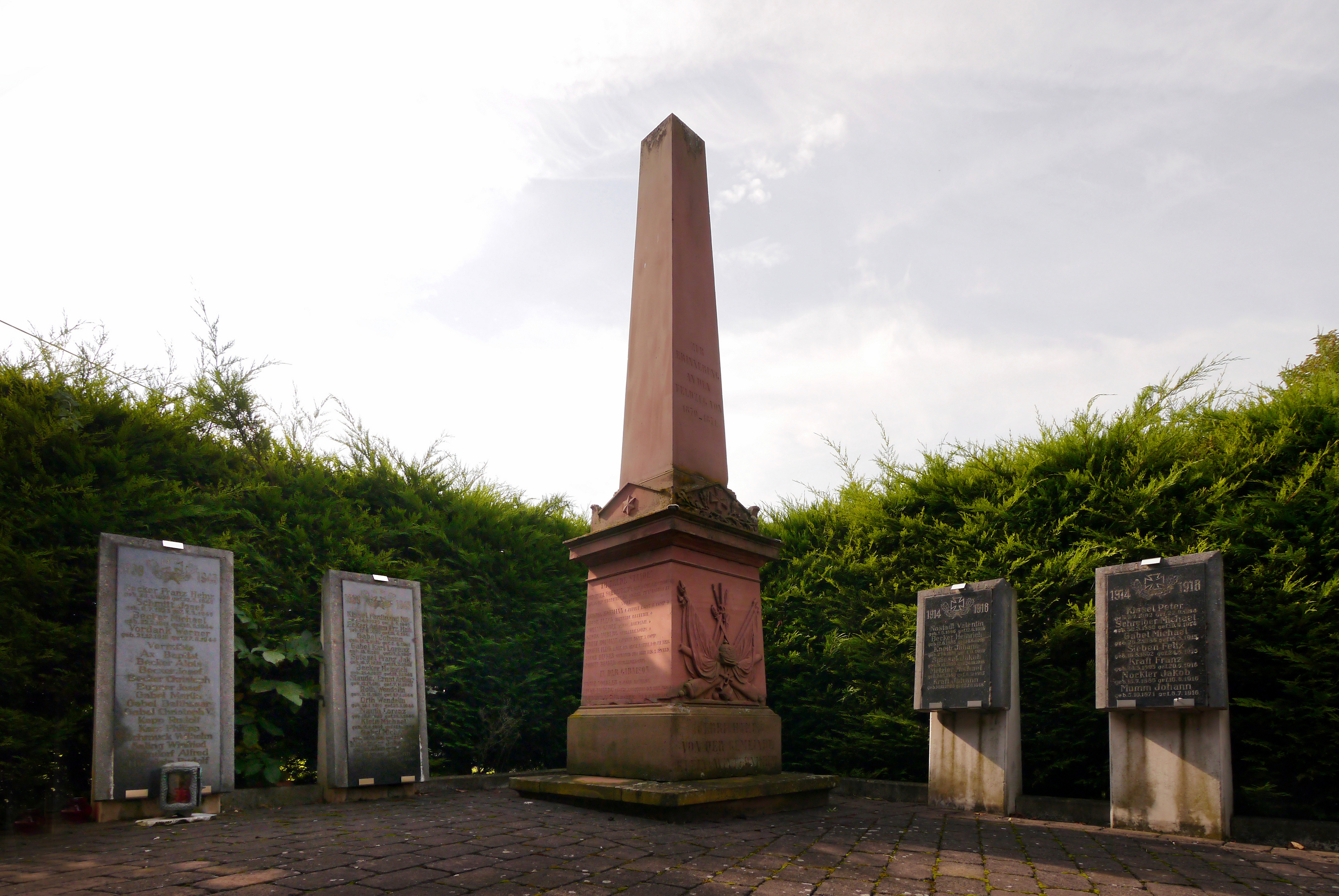
Kriegerdenkmal mit Sandstein-Obelisk im Zentrum und Tafeln zum Gedenken an Gefallene der letzten Kriege
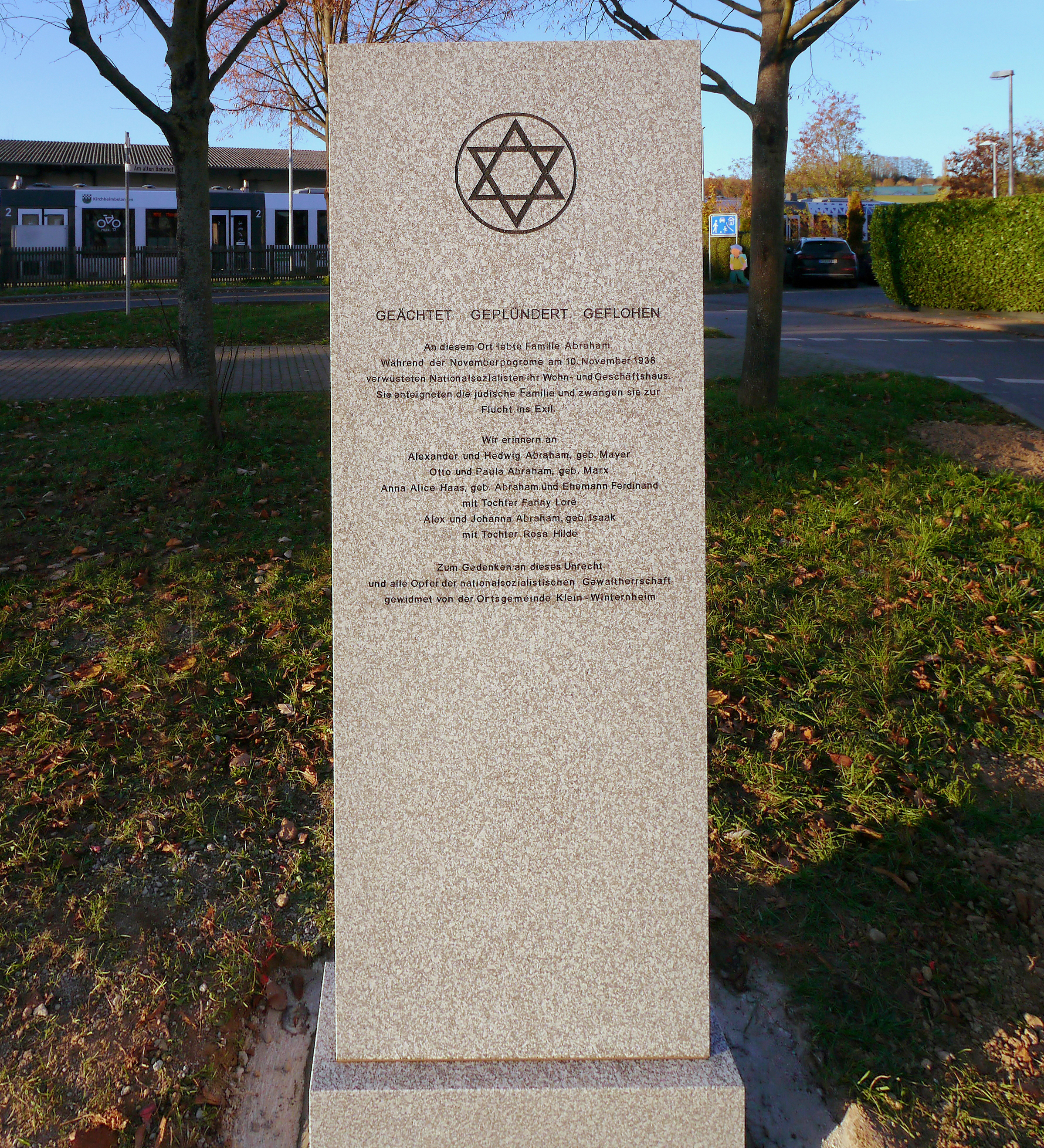
Gedenkstein für die jüdische Familie Abraham, die während der NS-Diktatur aus Klein-Winternheim vertrieben wurde.
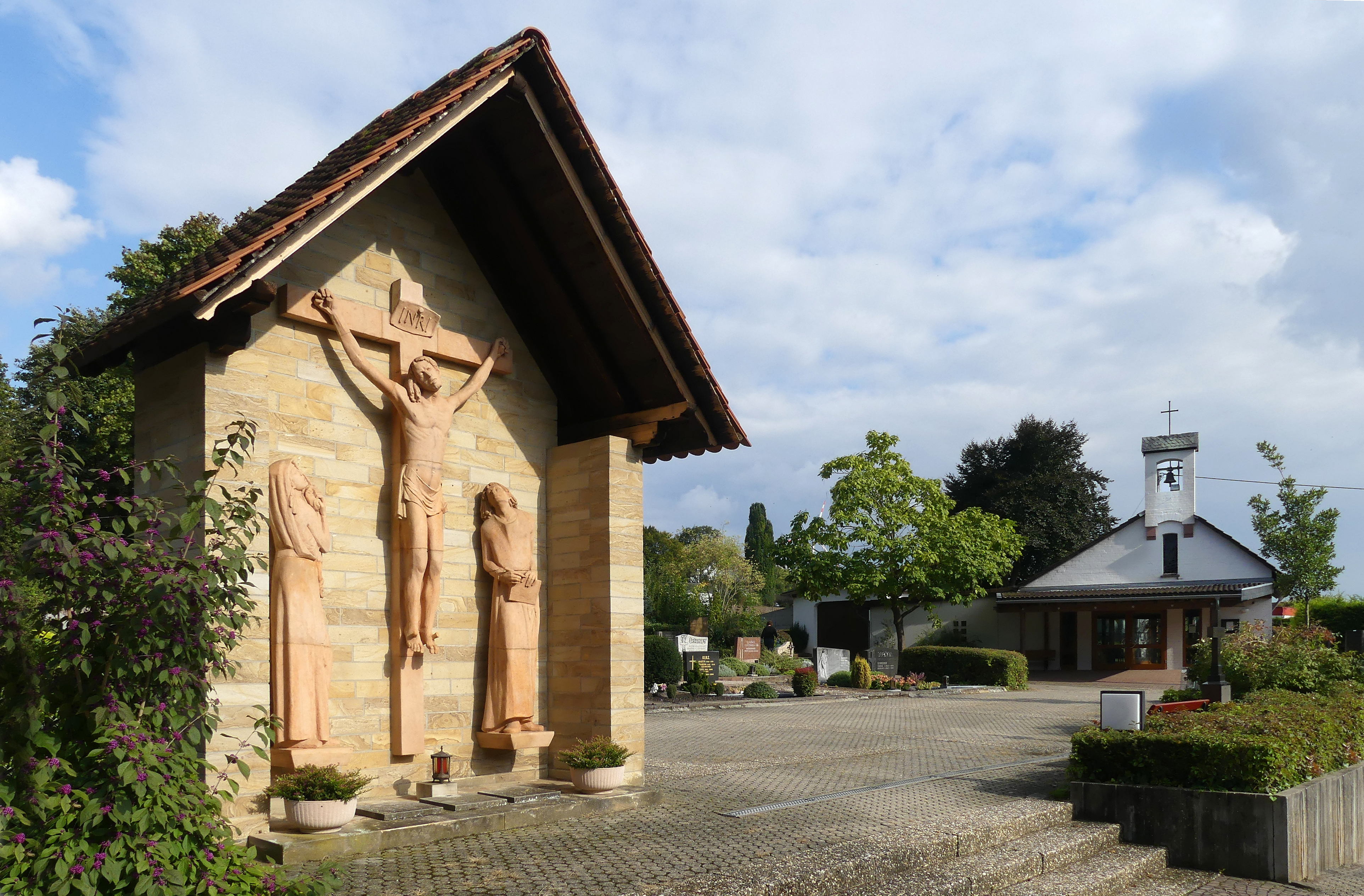
Denkmalgeschützte Kreuzigungsgruppe auf dem Friedhof
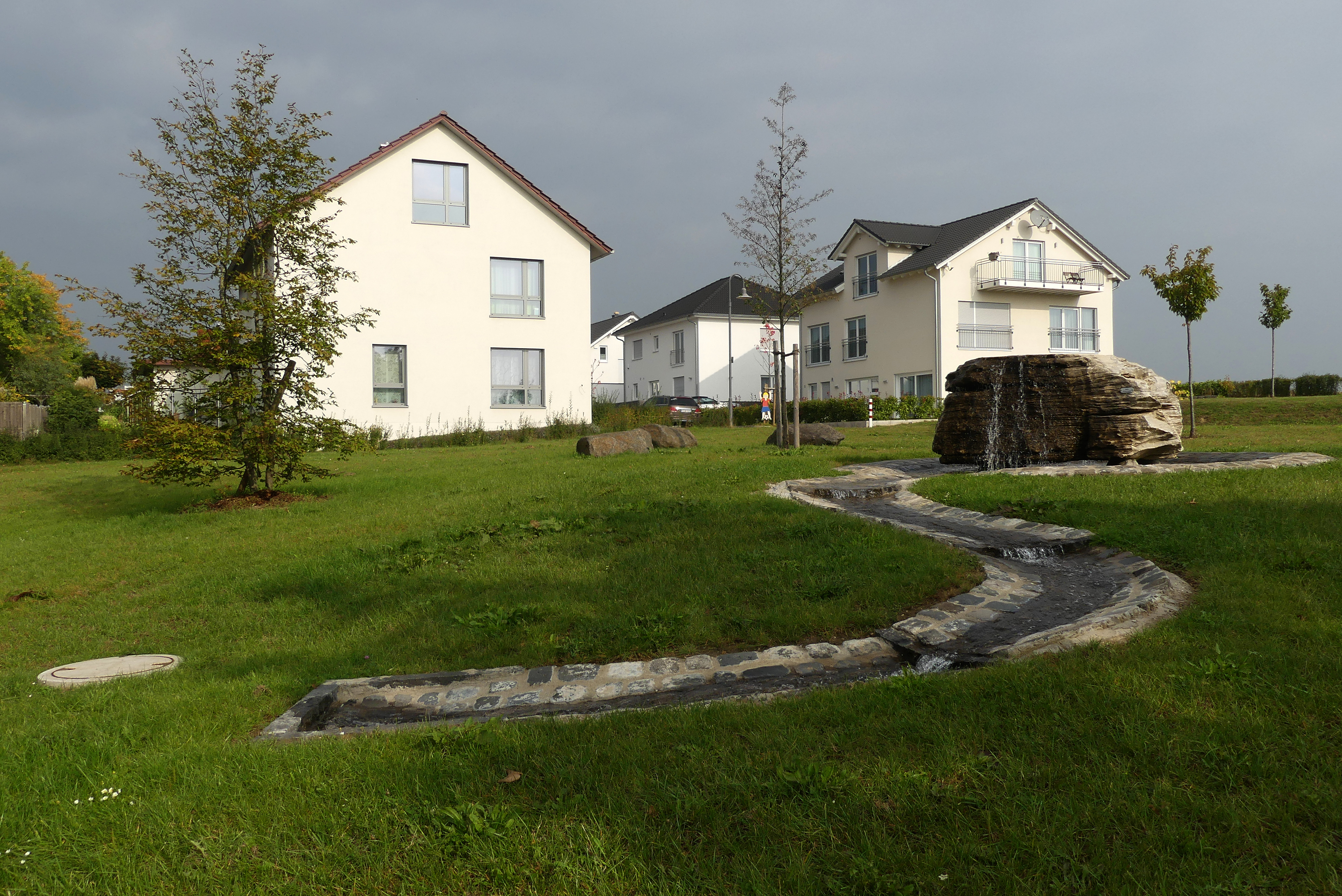
Eingang in das Wohngebiet Längs der Mainzer Straße
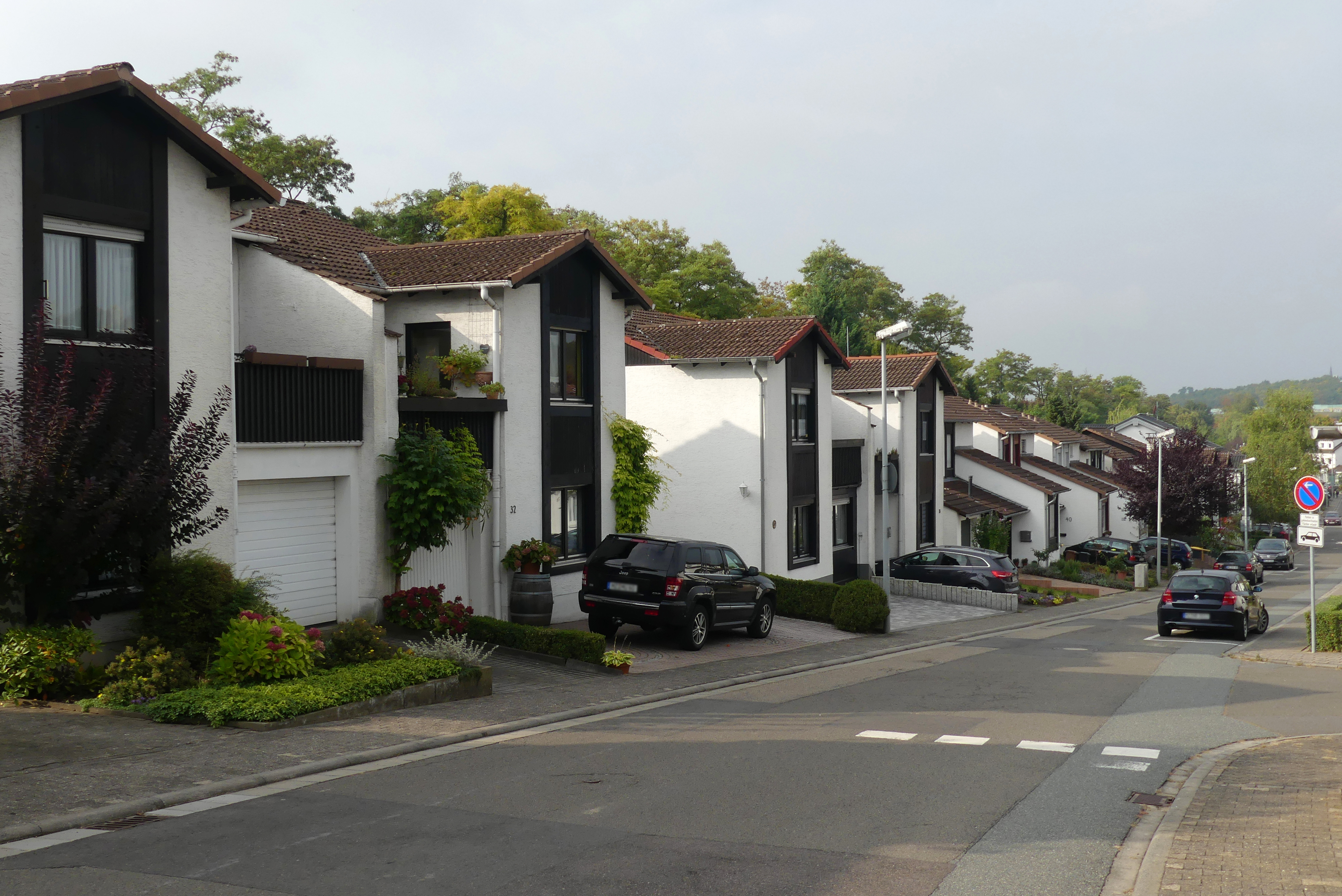
Typische Bebauung des Wohngebietes Quellborn
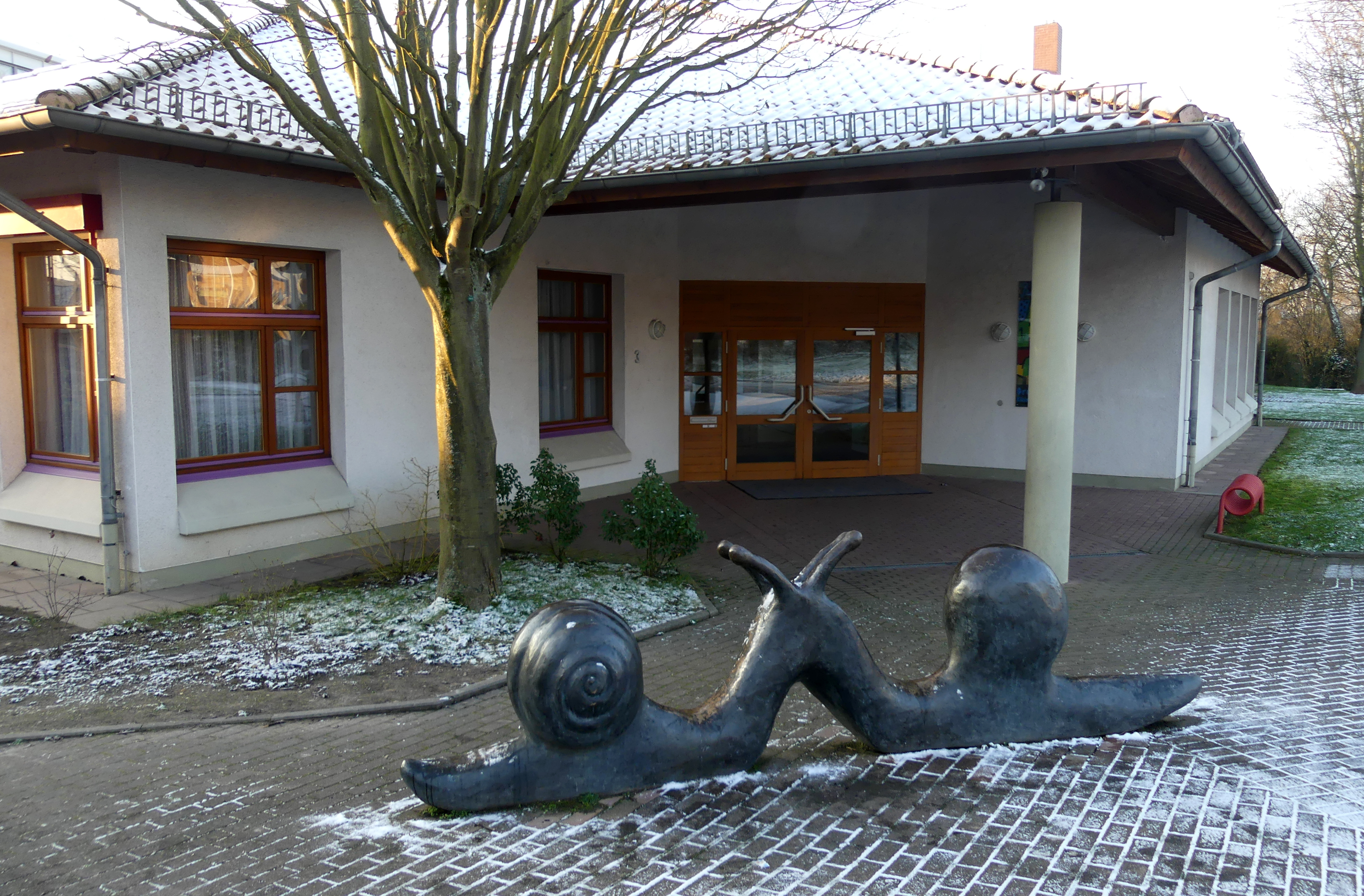
Bronzeplastik der Künstlerin Liesel Metten vor der Grundschule in Klein-Winternheim
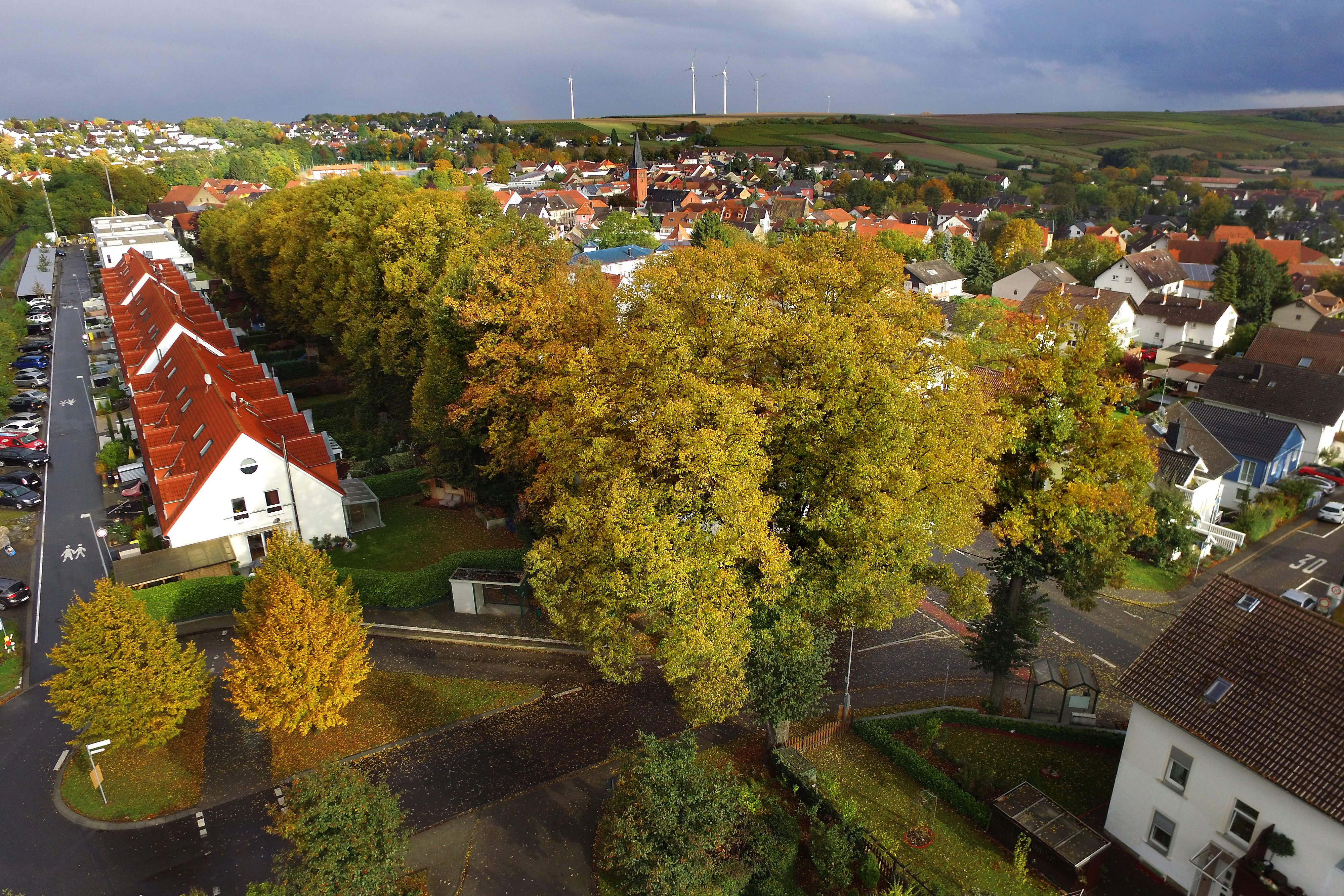
Naturdenkmal Linden am Bahnhof in Klein-Winternheim
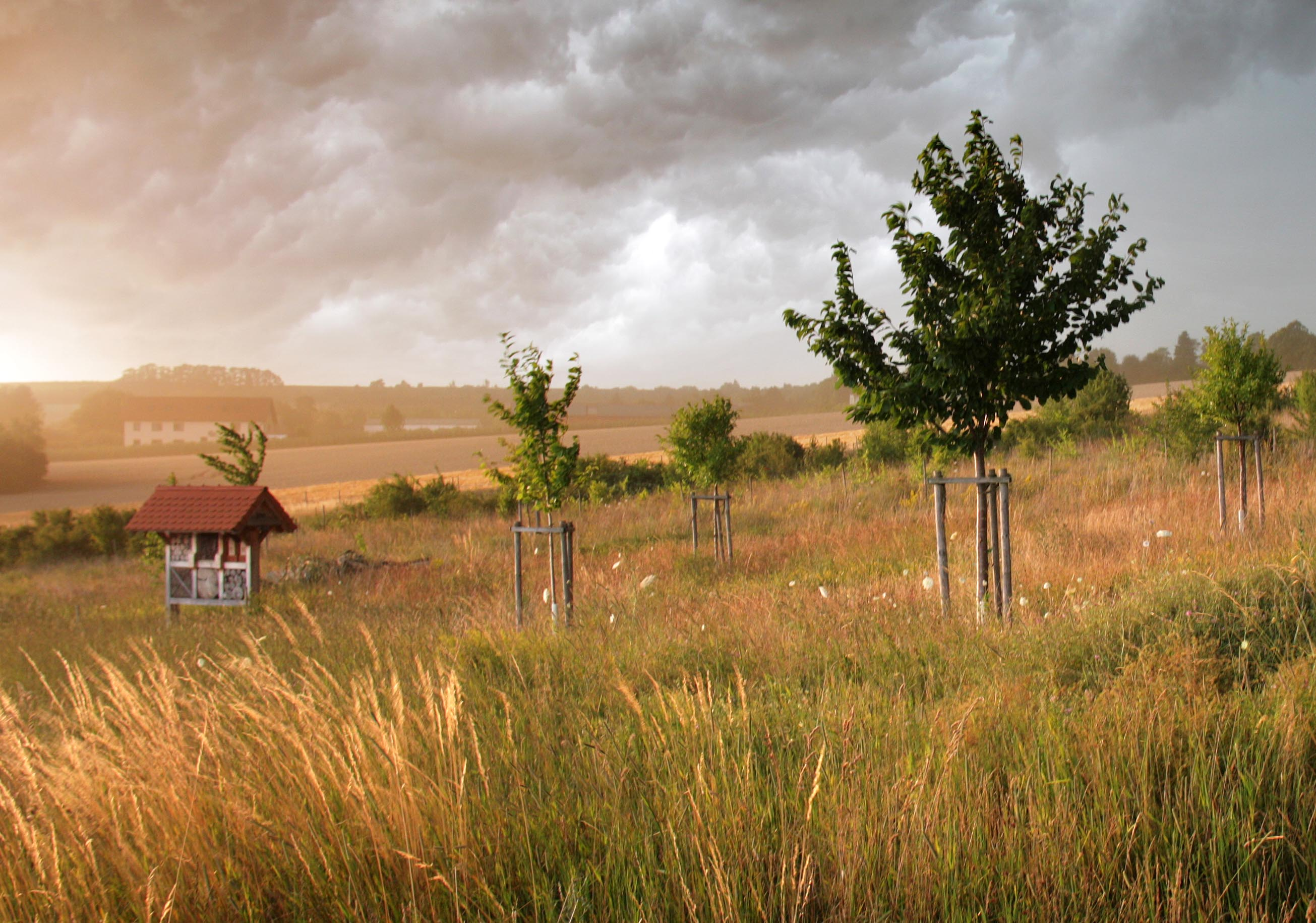
Die renaturierte Ausgleichsfläche Am Wingertsweg
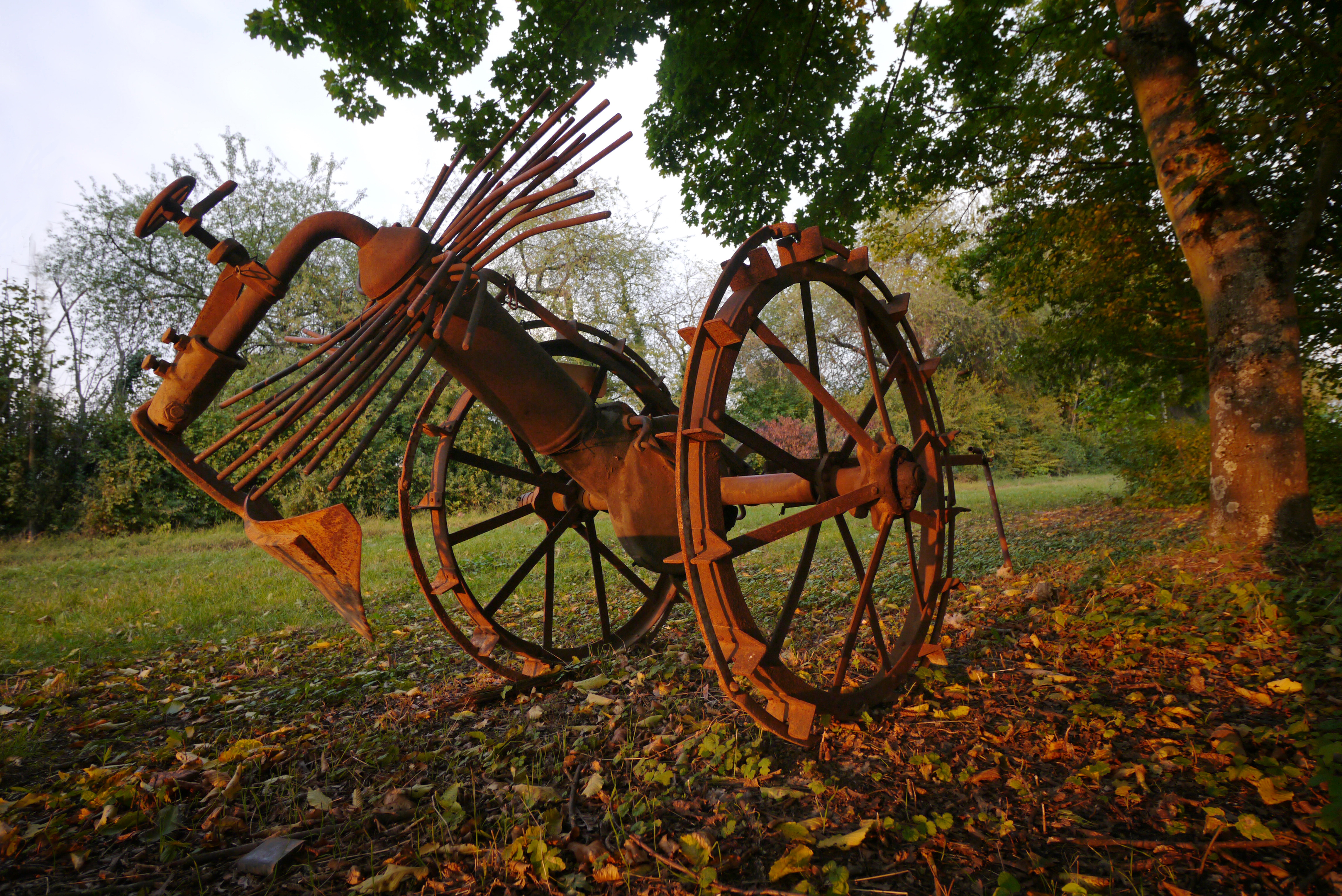
Alte Bauerngeräte – wie eine Kartoffelschleuder – stehen am Panoramaweg, der durch das Tal führt
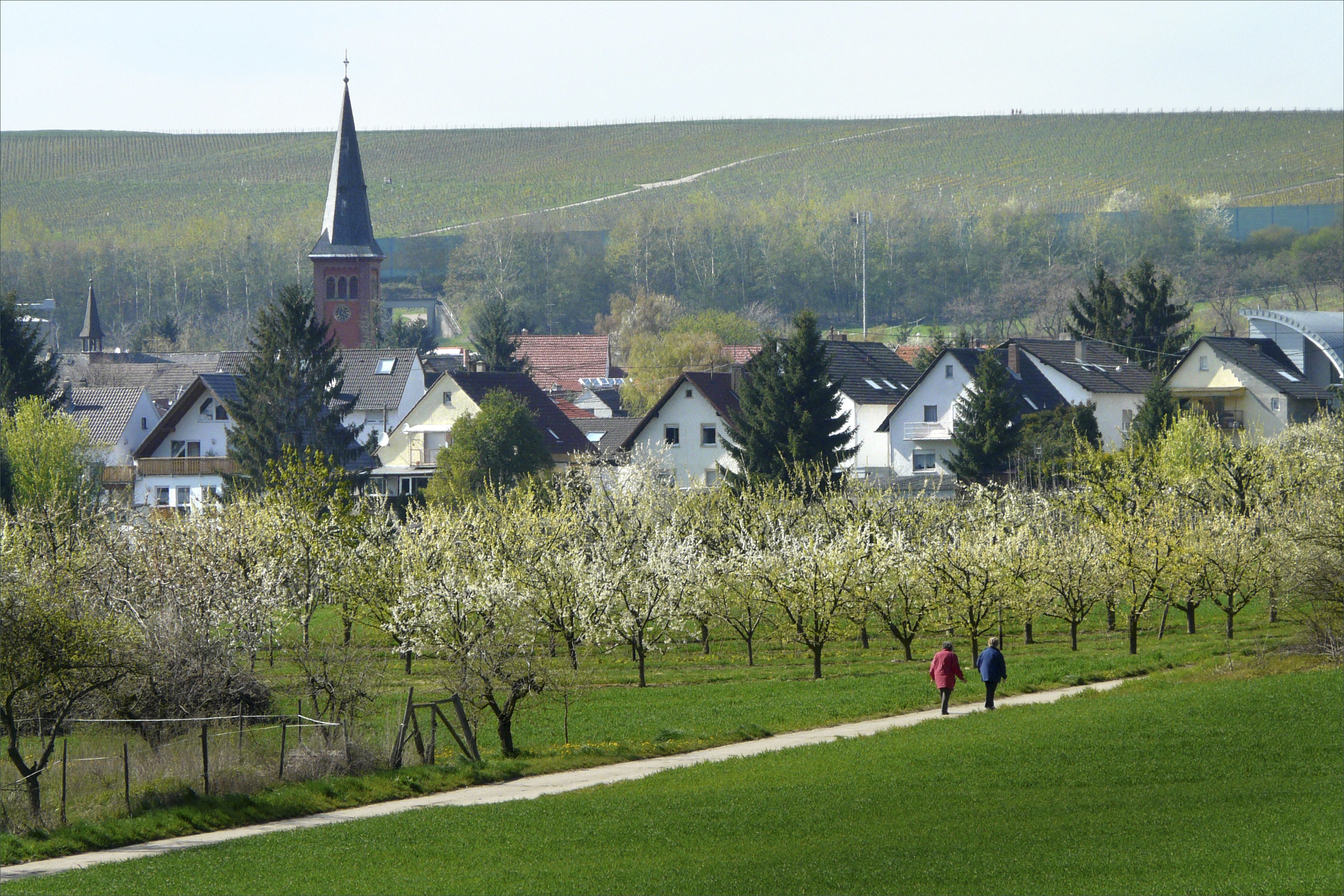
Landwirtschaft prägt das Umland (2017)

## Persönlichkeiten

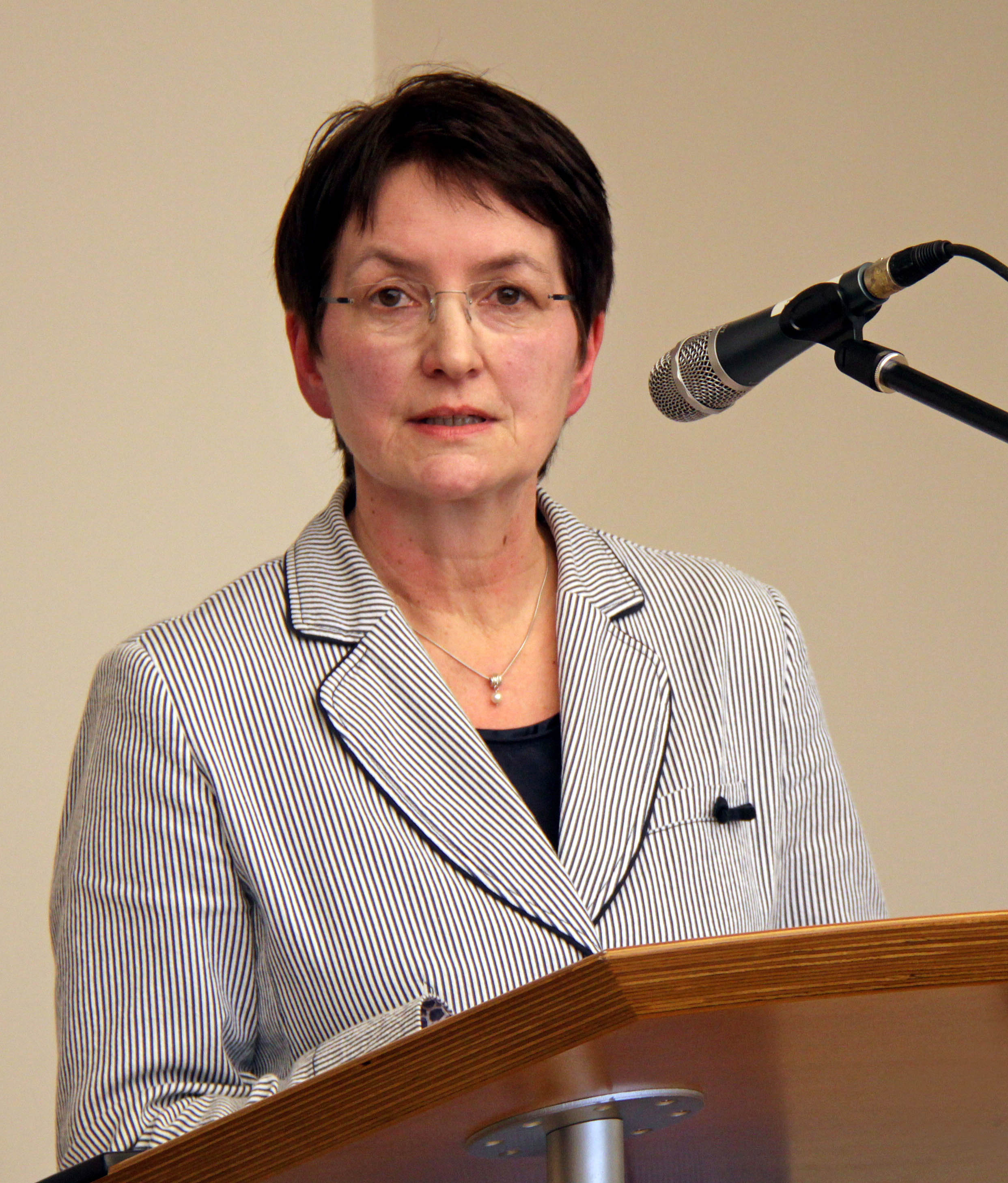
Ute Granold, ehemalige Ortsbürgermeisterin und Ehrenbürgerin (2014)

- Franz Falk (1840–1909), Pfarrer, Bistumsarchivar und Kirchenhistoriker in Mainz
- Franz Josef Becker (* 23.3.1931–5.1.2025[33]), Dorfchronist und Ehrenvorsitzender des Geschichtsvereins[34][35]
- Heinrich Bugner (1936–2017), langjähriger Erster Beigeordneter, seit 2009 Ehrenbürger von Klein-Winternheim[36][37]
- Ludger Schenke (* 1940), seit 1972 Theologieprofessor an der Johannes Gutenberg-Universität Mainz, 1980–1985 Vizepräsident der Universität
- André Bugner (* 1994) und Benedikt Bugner (* 1996), Weltmeister im 2er-Kunstradfahren der offenen Klasse 2013, 2014, 2015 und 2016[38]
- Ute Granold (* 1955), war von 1990 bis 2024  Ortsbürgermeisterin. Nach ihrem Ausscheiden aus dem Ehrenamt wurde sie nach einstimmigem Beschluss des Gemeinderates am 6. Oktober 2024 zur Ehrenbürgerin von Klein-Winternheim ernannt.[39]